# Pwyll
In de Welshe mythologie was Pwyll de hoofdpersoon uit de eerste tak van de Mabinogi, Pwyll, Pendefig Dyfed (Pwyll, heer van Dyfed).

## Arawn
Pwyll ontmoet tijdens de hertenjacht de vreemdeling Arawn, de heer van het mythische Annwfyn met wie hij voor een jaar en een dag van plaats en gedaante wisselt. Dit doet hij om zo Arawns vijand Hafgan te verslaan, die ook koning van Annwfyn is. Arawn kan dit zelf niet doen, omdat Hafgan met een enkele slag gedood moet worden en Arawn hem al meerdere slagen heeft gegeven.
Pwyll doet zoals hem gezegd is en hij doodt na een jaar Hafgan, waarmee de twee rijken van Annwfyn zijn verenigd. Als hij na een jaar Arawn opnieuw in Glynn Cuch ontmoet, is deze erg gelukkig dat hij niet alleen Hafgan verslagen heeft, maar zich ook kuis gedragen heeft tegenover Arawns vrouw. Zelf heeft hij in die tijd Dyfed geregeerd en de beide mannen worden vrienden.

## Rhiannon
Later ziet Pwyll vanaf Gorsedd Arberth (grafheuvel van Arberth) een vrouw op een wit paard. Hij stuurt een ruiter achter haar aan, maar hij kan haar niet inhalen, hoewel ze stapvoets blijft rijden. De derde avond gaat hij zelf achter haar aan en roept haar. Ze vertelt hem dat ze Rhiannon heet, de dochter is van Heveydd de Oude en over Gwawl zoon van Clud, met wie ze moet trouwen. Met haar hulp weet Pwyll Gwawl te slim af te zijn, waardoor hij met haar kan trouwen.
Ze krijgen in het vierde jaar van hun huwelijk een zoon, maar die verdwijnt op een nacht op mysterieuze wijze, waarna Rhiannon door haar zes hofdames ervan beschuldigd wordt het kind zelf te hebben gedood. Uit angst zelf te worden bestraft, omdat ze niet de wacht hebben gehouden, doden ze een paar jonge hondjes en smeren hun bloed aan de handen en in het gezicht van de slapende koningin. Ook gooien ze hun botjes voor haar op de grond. Als straf moet Rhiannon zeven jaar lang op de drempel de wacht houden en bezoekers op haar rug naar binnen dragen.
Wanneer koning Teyrnon 's nachts een monster dat zijn pasgeboren veulen wil stelen bij de elleboog de arm afgehakt en achtervolgd heeft, wordt Rhiannons ontvoerde kind bij Teyrnon thuis gevonden. Hij adopteert de jongen en geeft hem de naam Gwri Gouden Haar, vanwege zijn goudgele haar. Wanneer echter na vier jaar blijkt wie hij is, wordt hij aan Pwyll en Rhiannon teruggegeven en krijgt hij de naam Pryderi (opgetogenheid). Als Pwyll is overleden en Pryderi groot is, krijgt het verhaal een vervolg in Manawydan zoon van Llyr.
Annwfyn · Arawn · Arthur · Arianrhod · Bran · Branwen · Culhwch · Dôn · Efnisien · Gereint · Llŷr · Macsen Wledic · Manawyddan · Matholwch · Pwyll · Rhiannon